# Awaryjne lądowanie samolotu OO-DLL w Bagdadzie
Do awaryjnego lądowania samolotu OO-DLL doszło w Bagdadzie 22 listopada 2003. Wkrótce po starcie Airbus A300 został trafiony w lewe skrzydło pociskiem ziemia-powietrze 9K34 Strzała 3. Pocisk został wystrzelony przez członków małego oddziału fedainów, planujących dokonanie zamachu terrorystycznego na samolot cywilny.

## Samolot i załoga
Kapitanem Airbusa był Belg Eric Gennotte, lat 38; miał wylatane 3300 godzin, z czego 1886 na Airbusie A300. Pierwszym oficerem i drugim pilotem był również Belg, 29-letni Steeve Michielsen (1275 godzin wylatane, z czego 199 na Airbusie A300). Skład załogi uzupełniał doświadczony mechanik pokładowy, 54-letni Brytyjczyk Mario Rofail (13423 godzin wylatane, z czego 1709 na A300). 
Cała trójka wykonywała od kilku miesięcy loty na trasie Bagdad - Al-Muharrak w Bahrajnie, przewożąc głównie pocztę.
Samolot, Airbus A300B4-203F, pierwszy swój lot wykonał 18 października 1979 roku. Operatorem maszyny była spółka European Air Transport, w całości zarządzana przez DHL.

## Sytuacja awaryjna
Choć wcześniej nie zdarzały się ataki pociskami ziemia-powietrze na samoloty cywilne, dowództwo sił sprzymierzonych kontrolujących Irak zdawało sobie sprawę, że terroryści taką broń posiadają. Piloci startujący z bagdadzkiego lotniska wykonywali start według specjalnej procedury, w myśl której startowali ze schowanymi klapami i wysuniętymi slotami (skrzelami) na pełnej prędkości i tuż po oderwaniu się od płyty lotniska z pełną szybkością (215 węzłów - ok. 390 km/h) wznosili się na wysokość przelotową, wcześnie chowając sloty, co miało zminimalizować narażenie na atak.
Wkrótce po starcie samolotu OO-DLL, na wysokości 8000 stóp (ok. 2450 m) załoga odczuła nagły, silny wstrząs, po którym samolot gwałtownie pochylił się na lewe skrzydło; równocześnie włączyły się liczne ostrzeżenia i alarmy. Wystrzelony przez niewielkie komando fedainów, którym towarzyszyła francuska reporterka Claudine Vernier-Palliez, pocisk 9K34 Strzała 3 trafił w tylną krawędź lewego skrzydła maszyny. Choć wybuch pocisku uszkodził jeden ze zbiorników paliwa, ze względu na fakt, że zbiornik był prawie pełny, nie doszło do wybuchu paliwa (mieszanka paliwa i powietrza musi mieć odpowiedni skład procentowy, by uległa zapłonowi); jednak uderzenie pocisku spowodowało przerwanie dwóch z trzech przewodów hydraulicznych (zielonego i żółtego), umożliwiających sterowanie samolotem, oraz naruszenie trzeciego (niebieskiego) przewodu. W ciągu niespełna pół minuty wszystkie trzy systemy hydrauliczne przestały funkcjonować, gdy zawarty w nich płyn wyciekł na zewnątrz w miejscu uszkodzenia; w tym momencie wszystkie systemy sterowania samolotem przestały działać.
Niesterowny Airbus zaczął wykazywać tzw. fugoidę: nos maszyny nagle opadał ku dołowi, co powodowało wzrost prędkości, a co za tym idzie, siły nośnej i uniesienie nosa w górę; gdy ten wzniósł się za wysoko, prędkość i siła nośna spadały i nos ponownie opadał. Załoga samolotu znała przypadek lotu United Airlines 232, gdy po całkowitej utracie sterowności piloci byli w stanie częściowo kontrolować samolot, wykorzystując różnicę ciągu obydwu silników. Po ok. 10 minutach prób, kapitan Genotte był w stanie w pewnym stopniu ograniczyć sinusoidalny ruch maszyny, jak również wyrównać jej lot (z powodu poważnego uszkodzenia struktury skrzydła, Airbus wykazywał tendencję do pochylania się na lewe skrzydło). Pilotom udało się zawrócić w stronę lotniska i mechanicznie opuścić podwozie, co zwiększyło stabilność maszyny.
Gdy Airbus dotarł w rejon lotniska, Michielsen stwierdził, że samolot jest zbyt wysoko, by można było podjąć próbę lądowania. Piloci postanowili odlecieć od lotniska na pewną odległość i zawrócić, powoli wytracając wysokość w trakcie końcowego podejścia. Było to bardzo ryzykowne: choć uszkodzony zbiornik paliwa nie eksplodował, wyciekające zeń paliwo zapaliło się na krawędzi skrzydła w miejscu uszkodzenia i Airbus leciał z płonącym lewym skrzydłem (piloci nie widzieli z kokpitu skrzydła, ale pożar potwierdziła kontrola lotów i towarzyszące samolotowi amerykańskie śmigłowce AH-64 Apache). Pożar mógł spowodować naruszenie struktury skrzydła prowadzące do oderwania jego części pod wpływem działających na skrzydło sił aerodynamicznych, co nieodwołalnie prowadziłoby do katastrofy.

## Lądowanie
Gdy maszyna zbliżała się do lotniska, Airbus znalazł się w obszarze przygruntowych turbulencji, co spowodowało znoszenie maszyny w prawo, w stronę budynków lotniska. Gennottemu udało się wyprostować tor lotu maszyny, ale nie był już w stanie skierować samolotu nad pas 33R, gdzie pierwotnie miał lądować; podchodził do lądowania na krótszym pasie 33L. Tuż przed samym lądowaniem zawirowania powietrza nad pasem startowym znów zachwiały torem lotu maszyny i spowodowały przechył na lewe skrzydło; w ostatniej chwili Gennotte zdołał skorygować pochylenie samolotu, ale już nie miał możliwości ustawić maszyny dokładnie w osi pasa i Airbus z bardzo dużą prędkością (piloci do samego momentu przyziemienia nie zmniejszali prędkości; w przypadku awaryjnego lądowania w Sioux City próba zwolnienia przed przyziemieniem spowodowała opadnięcie nosa i prawego skrzydła, którego załoga już nie była w stanie skorygować i maszyna zawadziła końcem skrzydła o ziemię, rozbijając się) przyziemił na pasie startowym pod kątem ok. 8 stopni względem osi pasa. Część podwozia uległa uszkodzeniu i samolot szerokim łukiem zjechał z pasa w lewo, na piasek; włączone przez Rofaila tuż po przyziemieniu odwracacze ciągu i zassany przez silniki piasek zmniejszyły prędkość maszyny, która przerwała otaczające lotnisko ograniczenie z drutu kolczastego i zatrzymała się tuż poza terenem lotniska.
Załoga chciała natychmiast oddalić się od samolotu, obawiając się, że palące się skrzydło może spowodować wybuch zbiornika paliwa, jednak została powstrzymana przez personel lotniska: na ziemi niczyjej wokół lotniska wciąż znajdowało się wiele niewybuchów, pozostałych po zaciętych walkach wiosną 2003. Gennotte, Michielsen i Rofail musieli zaczekać na specjalny pojazd, który doprowadził ich na bezpieczny teren.

## Pokłosie
Eric Gennotte, Steeve Michielsen i Mario Rofail byli pierwszą załogą w historii, której udało się wylądować bez ofiar i bez zniszczenia maszyny dużym samolotem (pasażerskim lub towarowym) po całkowitej utracie sterowności, posługując się wyłącznie zmianami siły ciągu silników. Wszystkie wcześniejsze sytuacje, gdy załoga traciła w czasie lotu zdolność kierowania maszyną za pomocą sterów, kończyły się zawsze rozbiciem samolotu i śmiercią wszystkich (katastrofa lotnicza w Lesie Kabackim), prawie wszystkich (katastrofa lotu Japan Airlines 123 - ocalały 4 osoby, zginęło 520) lub dużej części (katastrofa lotu United Airlines 232 - zginęło 112 z 296 pasażerów) osób na pokładzie.
Wyczyn załogi odbił się szerokim echem w środowisku pilotów; załoga OO-DLL otrzymała nagrodę im. Hugh Gordon-Burge'a, przyznawaną przez londyńską Guild of Air Pilots and Air Navigators lotnikom, którzy uratowali samolot i pasażerów w szczególnie krytycznej sytuacji (nagroda przyznawana jest raz do roku, tylko wtedy, gdy załoga lub pojedynczy lotnik wykazali się szczególnym kunsztem w sytuacji zagrożenia, stąd nie jest przyznawana corocznie). Swoją nagrodę przyznała załodze również amerykańska Flight Safety Foundation.
Oprócz uszkodzonego podwozia i skrzydła, zniszczeniu uległy silniki Airbusa, gdy maszyna zjechała z pasa w piaszczysty teren i zassała duże ilości piasku. European Air Transport planowało sprzedaż samolotu (po wymontowaniu zniszczonych silników), jednak nie udało się znaleźć nabywcy i maszyna wciąż znajduje się na terenie lotniska w Bagdadzie.
Claudine Vernier-Palliez, dziennikarka, która towarzyszyła grupie fedainów, spotkała się z bardzo dużą krytyką, gdy wyszło na jaw, że nie tylko nie próbowała w żaden sposób zapobiec atakowi, ale jej obecność prawdopodobnie sprowokowała atak w celu uzyskania atrakcyjnego materiału reporterskiego.
Dziennikarka broniła się, mówiąc, że nie wiedziała, iż ludzie, którym towarzyszy podczas pracy nad reportażem z ogarniętego chaosem Iraku, planują zamach terrorystyczny na cywilny samolot, a gdy zobaczyła przygotowania do wystrzelenia pocisku, nie była już w stanie interweniować. 
Lot OO-DLL był ostatnim w karierze Mario Rofaila, który w kilka dni potem zdecydował się przejść na emeryturę.
Awaryjne lądowanie w Bagdadzie przedstawiono w jednym z odcinków trzeciej serii cyklu Katastrofa w przestworzach - Atak nad Bagdadem.